# Holyrood House
El palau de Holyroodhouse, en anglès: Palace of Holyroodhouse, de manera comuna dit Holyrood Palace, és la residència oficial de la monarquia britànica a Escòcia. Està situat al final de la Royal Mile d'Edimburg, al costat oposat al castell d'Edimburg i ha servit com a residència principal dels monarques escocesos des del segle xvi.
La reina Elizabeth II passa una setmana cada any a la residència de Holyrood Palace al principi d'estiu, on fa diverses actuacions oficials i cerimònies. Els apartaments del segle xvi de Maria, reina dels escocesos i les estances oficials estan oberts al públic excepte quan hi resideixen els membres de la família reial.

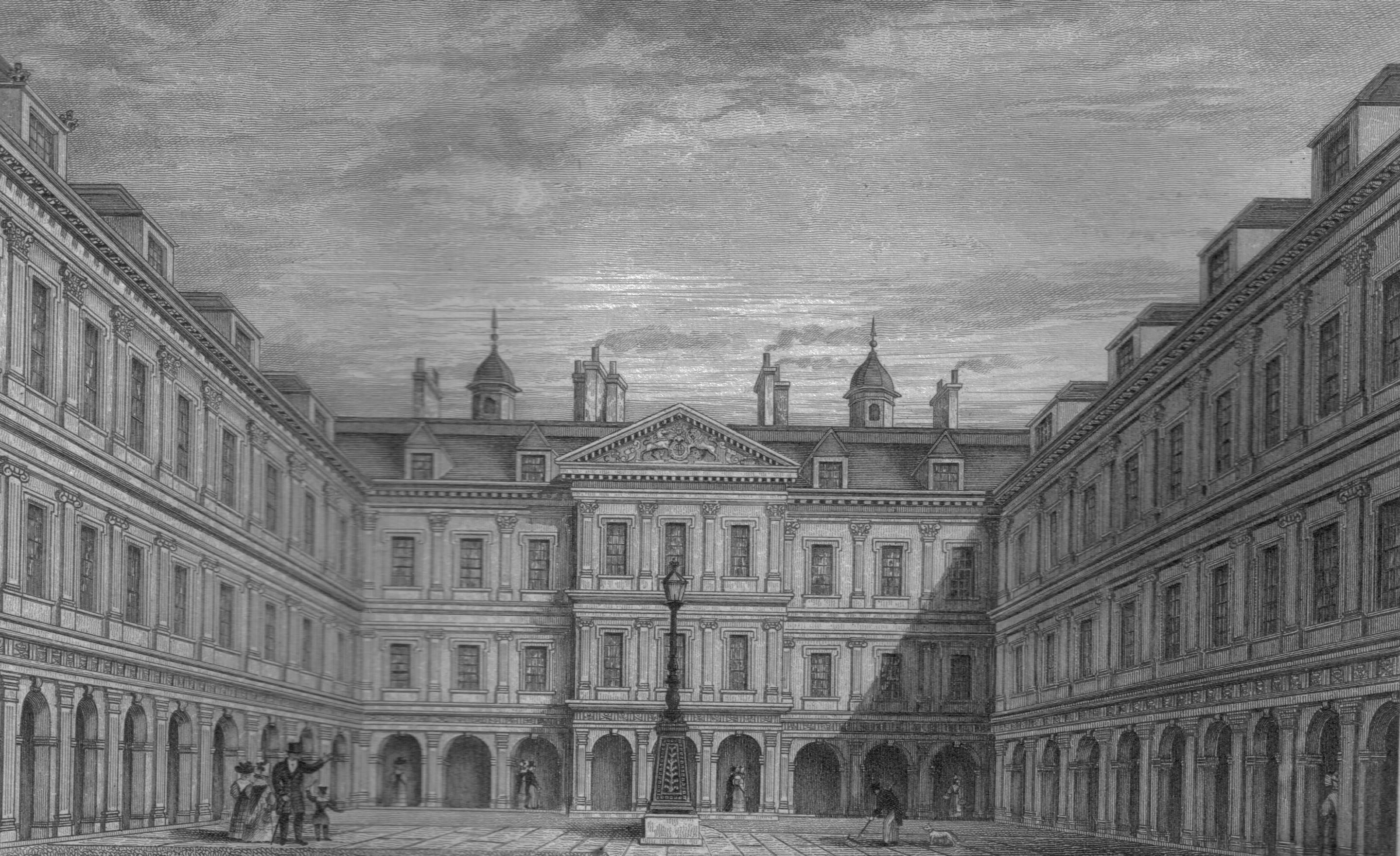
El quadrangle dissenyat per sir William Bruce

El palau, de forma quadrangular, va ser edificat entre 1671-1678.

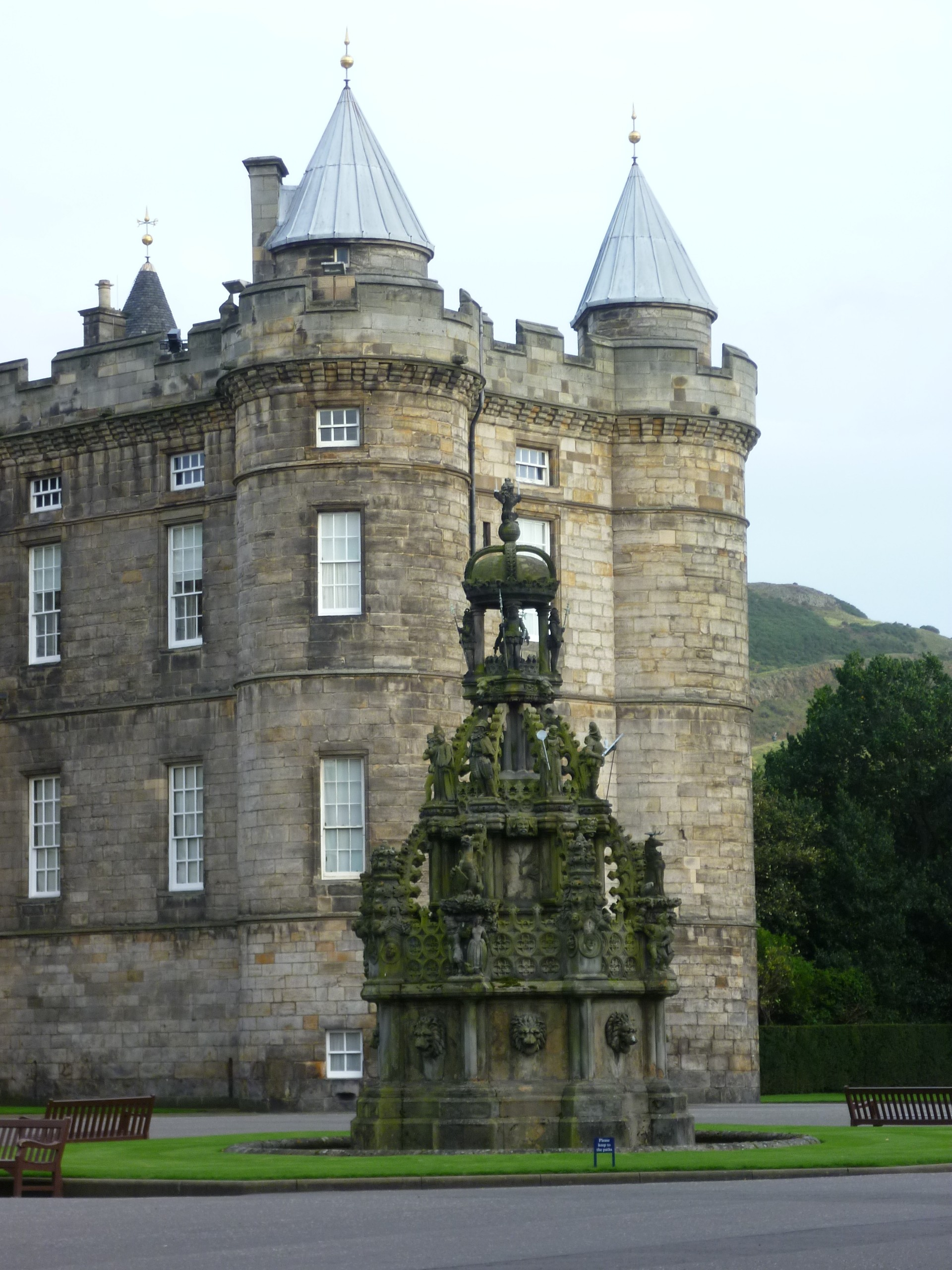
Forecourt fountain

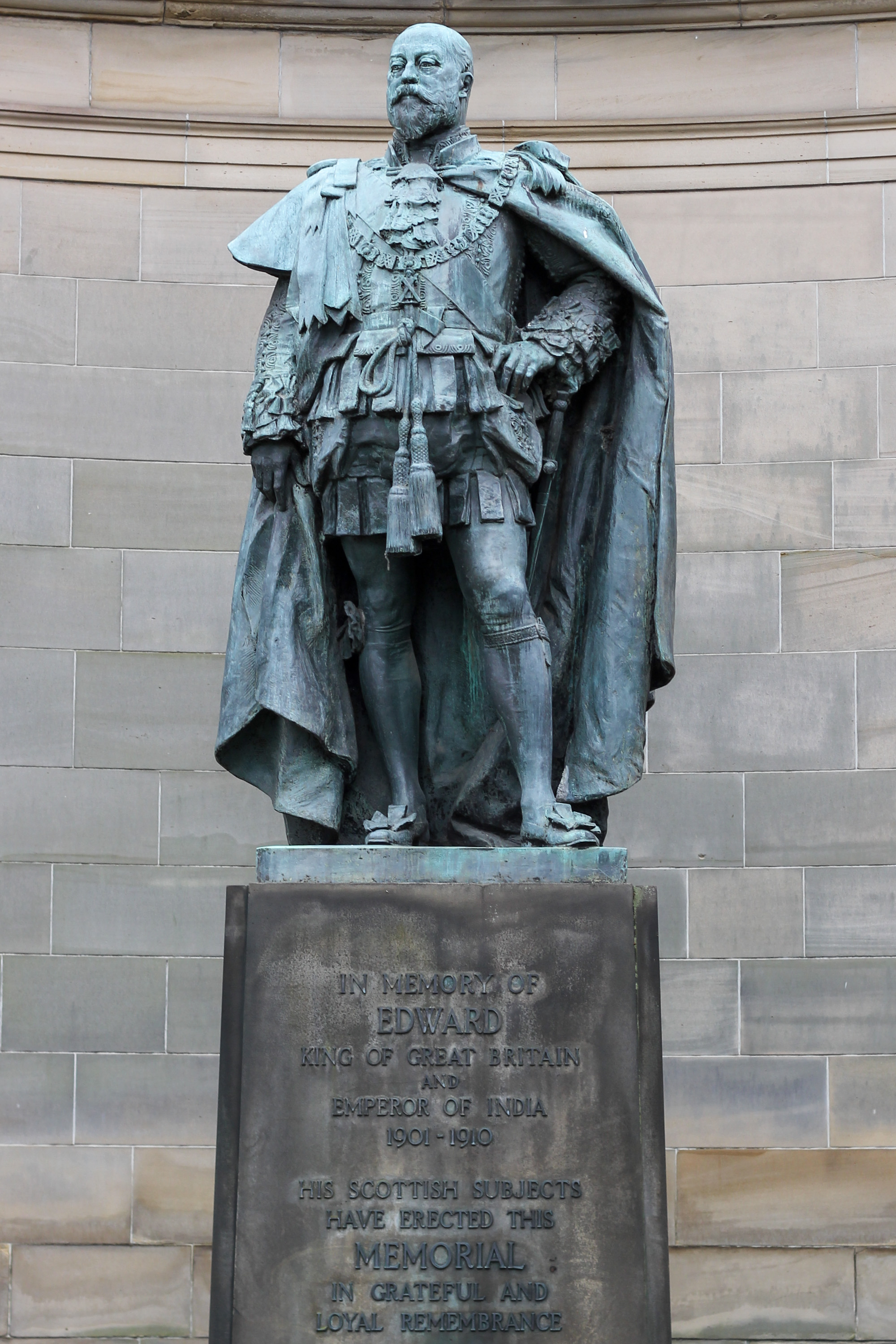
Estàtua d'Edward VII

## Història
La història d'aquest palau es remunta al segle xii amb l'abadia de Holyrood. El nom de Holyrood deriva d'una visió llegendària d'una creu pel rei David I d'Escòcia o bé per una relíquia de la Santa Creu que va pertànyer a la reina d'Escòcia santa Margarida, que era la mare del rei David.

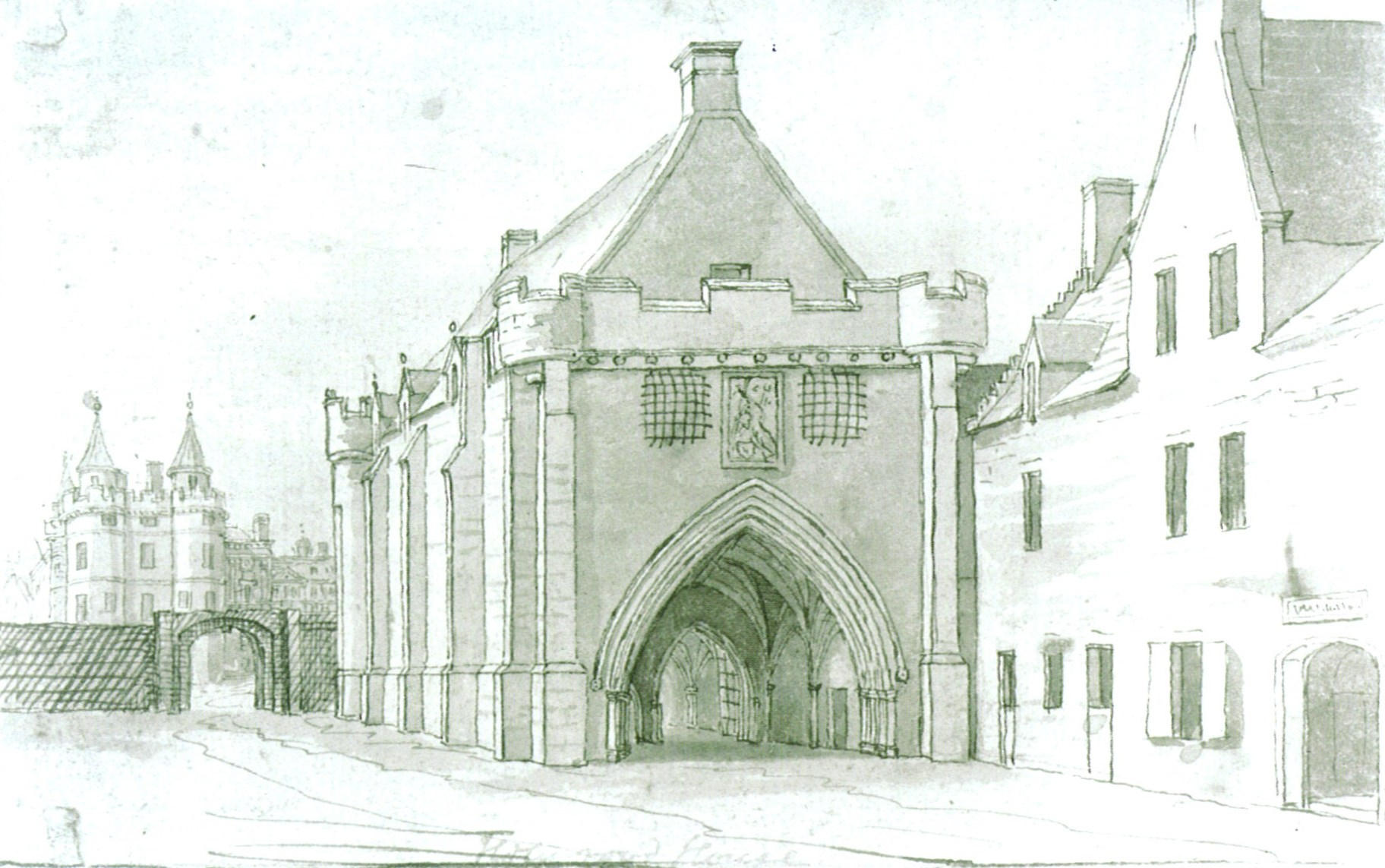
porta d'entrada feta per James IV, en un gravat de 1746 per Thomas Sandby

Durant la Revolució francesa, el rei Jordi III va permetre al comte d'Artois, germà de Lluís XVI, viure a Holyrood; el comte d'Artois es va estar a Holyrood entre 1796 i 1803 i heretà el tron francès el 1824 com a Carles X de França, però durant la Revolució de Juliol de 1830, els reis de França hi tornaren a viure fins al 1832, quan es traslladaren a Àustria.

## Fantasma
Es diu que el fantasma despullat d'una Bald Agnes (Agnes Sampson), torturada el 1592 i acusada de bruixeria, circula per aquest palau.

## Galeria

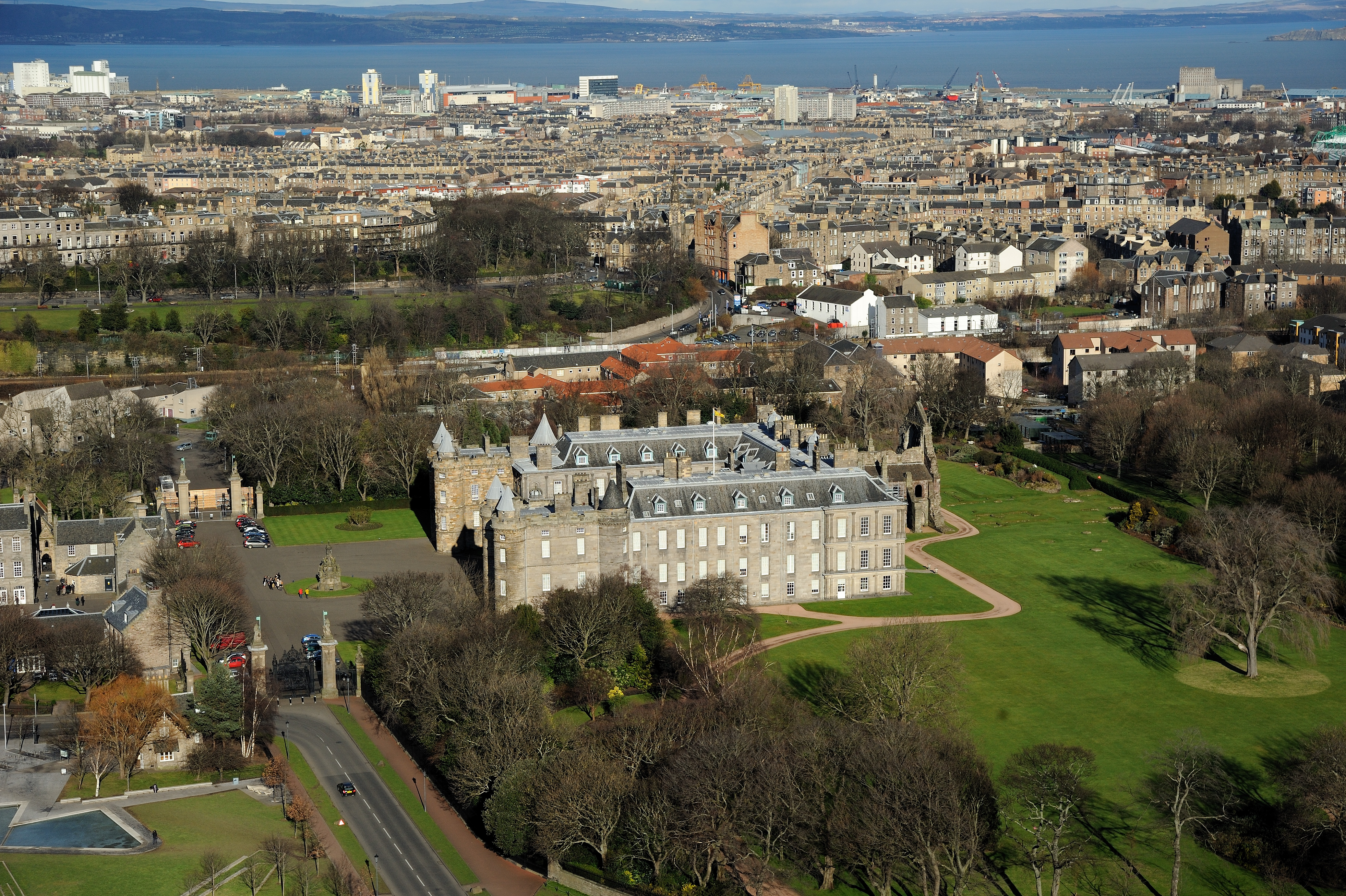
Holyrood Palace i Abbey el 2012
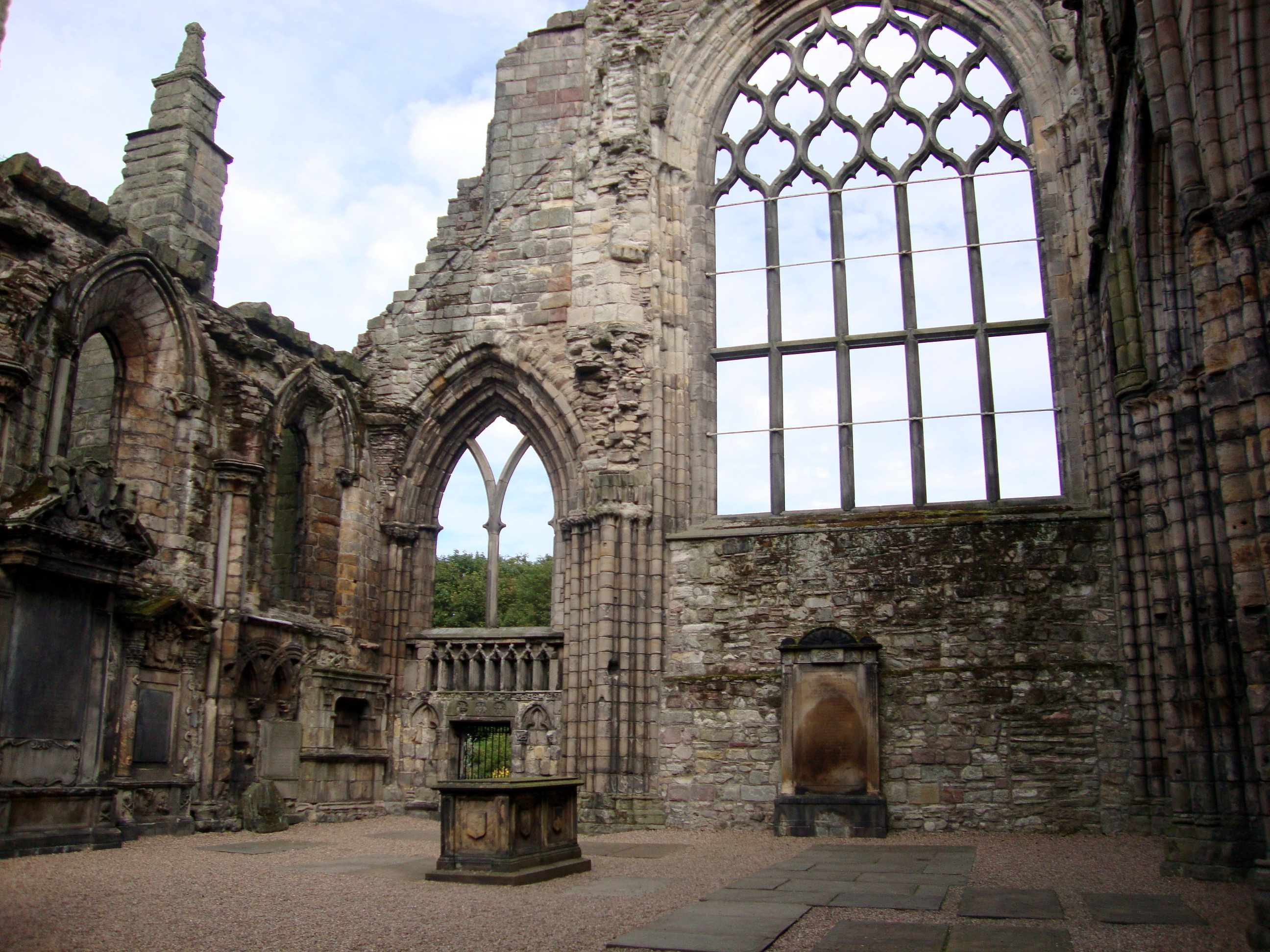
Ruïnes de Holyrood Abbey, 2011
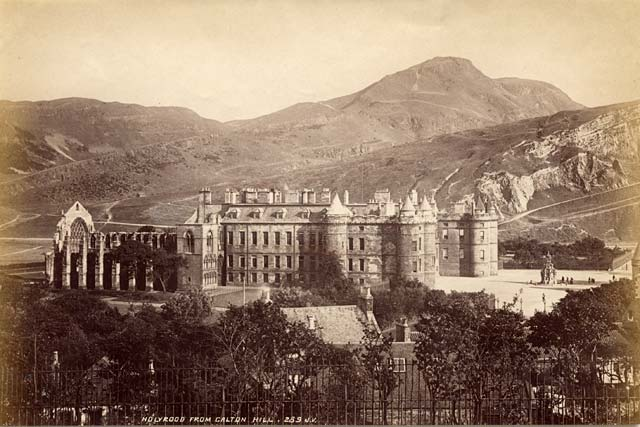
Una vista del segle xix del Palace of Holyroodhouse des de Calton Hill